# Triumphzug Kaiser Maximilians
Bei dem Triumphzug Kaiser Maximilians I. handelt es sich um einen Holzschnittdruck aus dem 16. Jahrhundert. Kaiser Maximilian beabsichtigte mit diesem umfangreichen graphischen Werk, den Glanz seiner Herrschaft zu demonstrieren. Der Triumphzug steht in enger Beziehung zu den Buchprojekten des Kaisers, in denen er dem Volk und der Nachwelt seine Abenteuer und Siege vermittelte.

## Entstehung

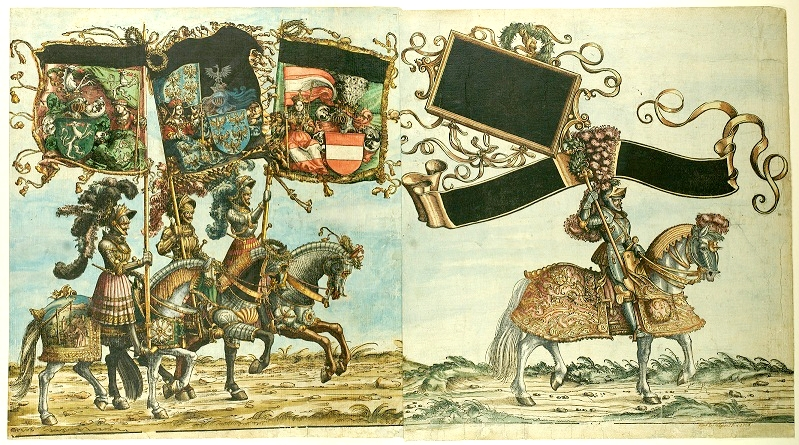
Bannerträger der österreichischen Lande

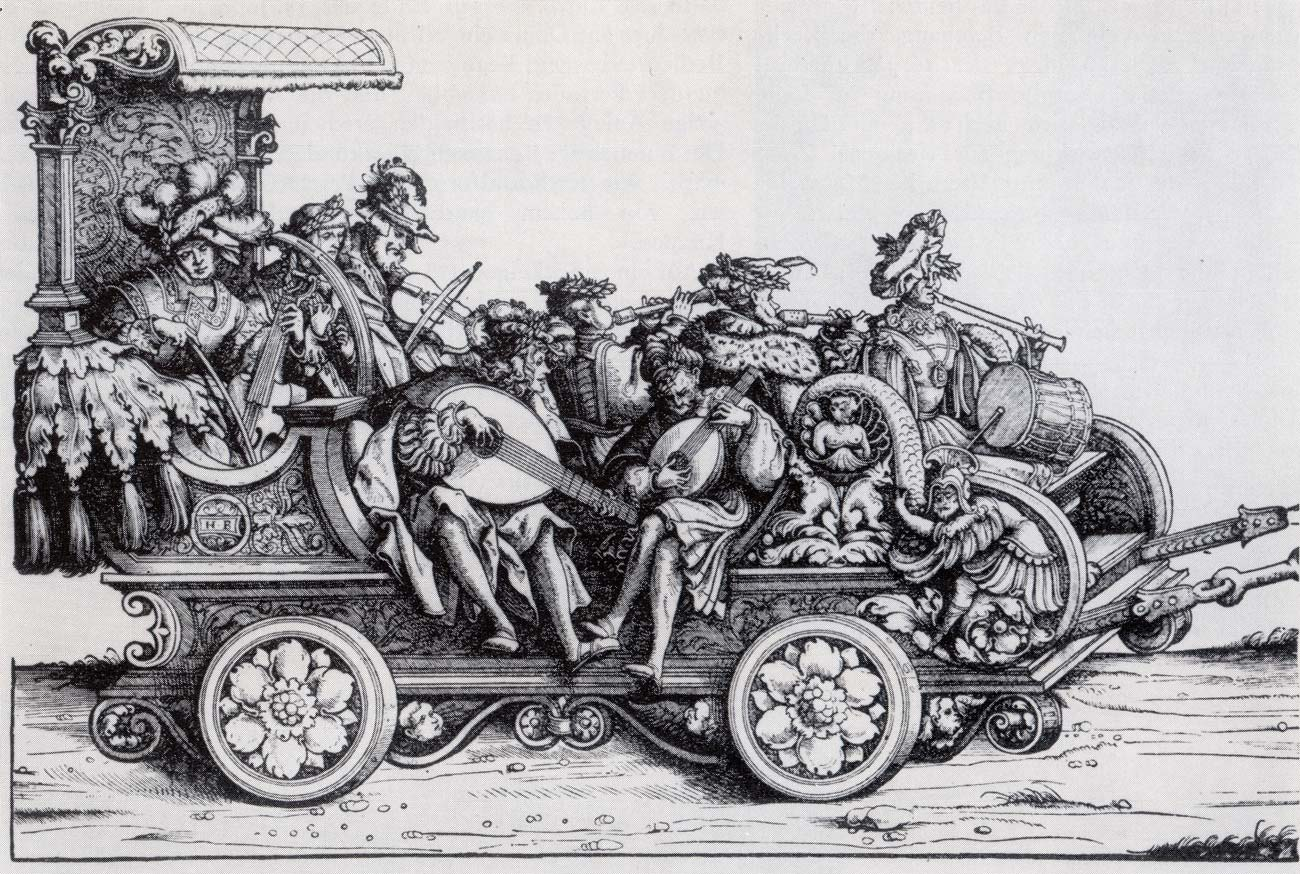
Wagen mit Musikanten

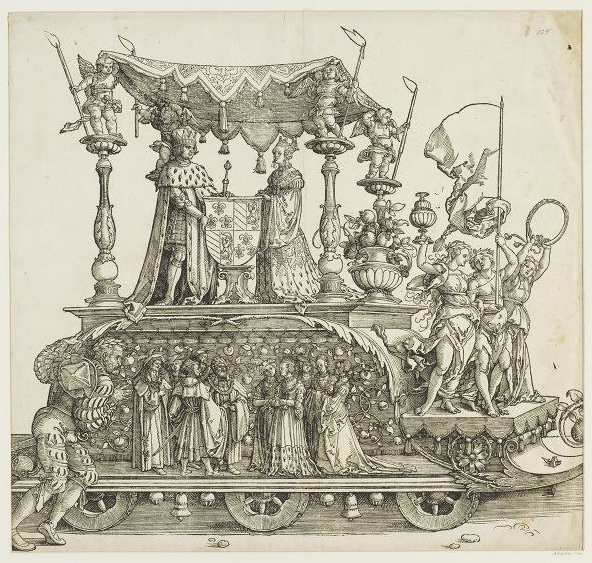
Triumphwagen mit Maximilian und Maria unter einem Baldachin

Der Triumphzug besteht aus 147 Holzschnittdrucken und war ursprünglich auf 210 Illustrationen ausgelegt. An der Serie aus Einzelblättern waren viele Künstler (darunter Albrecht Altdorfer, Hans Burgkmair d. Ä., Leonhard Beck, Hans Schäufelin, Albrecht Dürer, Hans Springinklee) beschäftigt, die sich im Großen und Ganzen an die Miniaturvorlagen von Jörg Kölderer zu halten hatten. Diese Miniaturen sind zum Teil noch im Original an der Österreichischen Nationalbibliothek und in der Albertina in Wien erhalten. Beim Tod Maximilians (1519) war die Serie noch nicht fertiggestellt und wurde beiseite gelegt; erst im Jahr 1526 wurde im Auftrag seines Enkels, Erzherzog Ferdinand, ein erster Abdruck der Holzstöcke gemacht. Die schwarzen Spruchbänder bezeugen die Unvollständigkeit des Werkes. Die Holzstöcke wurden in einem Erbfolgestreit zwischen Ambras und Graz aufgeteilt, doch mussten sie in der Zeit Maria Theresias (reg. 1740–1780), wie viele andere Objekte, nach Wien abgegeben werden.

## Wiener Exemplar

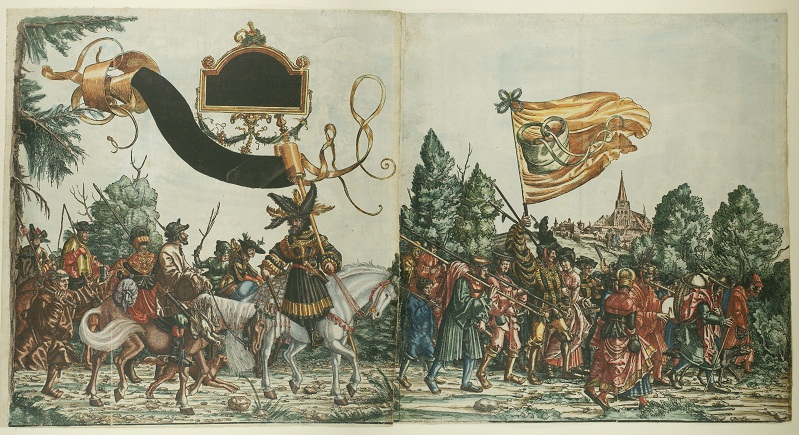
Tross

Die erste zusammenhängende Gruppe bilden die Jäger. Beginnend bei den Falknern werden auf 11 Blättern die verschiedenen Jägermeister vorgestellt. Anschließend erscheinen Wagen mit Musikern, die von Tieren gezogen werden. Hier ist die Reihenfolge durch das ziehende Tier und dem gezogenen Wagen auch im Nachhinein eindeutig. Dieser Gruppe folgen 12 Blätter mit bewaffneten Truppen, die zu Fuß ihre Waffen präsentieren. Die nächsten 13 Blätter zeigen Turnierreiter, die in vollständigem Rüstzeug auf ihren Pferden einherreiten. Sie tragen ihre Lanzen senkrecht erhoben.
Die folgende Gruppe der Bannerträger besteht aus 25 Blättern. Die Blätter zeigen je zwei bis drei Reiter, auf deren Banner die Wappen der Länder Kaiser Maximilians dargestellt sind; sie bilden den größten Block innerhalb der Holzschnittserie. Die Reiter sind aufwändig gekleidet und ebenso sind die Pferde mit reichem Decken und Rüstungen wiedergegeben. Das obere Drittel der Bildfläche wird von den Bannern eingenommen. Die Bannerträger ziehen von links nach rechts. In den Bannern sind Frauen in Kleider der Wappenfarben gehüllt, die wiederum Wimpel mit dem Wappenzeichen tragen. Der obere Streifen der Banner ist schwarz geblieben, da, wie schon erwähnt, die Holzschnittserie unvollendet ist und der Text nicht mehr in die Stöcke geschnitten wurde.
Als Einzelblatt hervorzuheben ist der Wagen mit der Darstellung von Maximilians Hochzeit mit Maria von Burgund. Dieser Wagen wird von drei Hengsten gezogen, die von einer geflügelten Göttin gelenkt werden. Es folgen Triumphwagen, die die Kriege des Kaisers verherrlichen, sowie Darstellungen der Kriegsgefangenen. Geschlossen wird der Zug durch zwei Blätter von Botschaftern und zwei Abbildungen des Trosses. Der Hintergrund des Trosses ist gänzlich verschieden zu den übrigen und weist eine bewaldete Hintergrundlandschaft auf.

## Grazer Exemplar
Der in der Universitätsbibliothek Graz befindliche Abdruck besteht aus 99 Holzschnittdrucken mit den Maßen ca. 41 cm × ca. 37 cm. Die Holzschnittdrucke wurden im Nachhinein koloriert. Auf dem ersten Blatt (nach der Grazer Reihenfolge) ist folgende Signatur am unteren rechten Rand zu finden: pinx. Jos. Höger S.J. ca. 1765. Der Grazer Kunsthistorikerin Christina Pichler gelang es 2013, den bis dahin unbekannten Koloristen festzustellen. Es handelt sich um einen gewissen Josephus P. Höger, der 1751 in Steyr der „Societas Jesu“ beitrat. Von 1763 bis 1766 studierte er Theologie in Graz, in der Zeit führte er die Arbeiten am Triumphzug aus.
Der Triumphzug lässt sich in mehrere Abschnitte gliedern: Herolde und Bannerträger leiten den Zug ein, es folgen Musiker, zu Fuß und auf Wagen, anschließend reihen sich Soldaten, Jäger und Turnierreiter. Da der Grazer Triumphzug unvollständig ist, fehlen die großen Triumphwagen der Kriegszeiten (bis auf einen Wagen), die Darstellungen der Kriegsgefangenen (bis auf zwei) sowie der Wagen des Kaisers. Den Abschluss des Zuges bildet der sogenannte Tross.
Die Kolorierung wurde von Josef Höger im Jahr 1765 angefertigt. Wie bei den meisten nachträglich kolorierten Werken wurde in verschiedenen Etappen gearbeitet. Das heißt, dass der Hintergrund und große zusammenhängende Farbflächen zuerst von einem Mitarbeiter der Werkstatt und nicht vom Meister selbst gemalt wurden. Es sind jedoch auch bei den Details der Blätter teilweise erhebliche Qualitätsunterschiede festzustellen. Es können zumindest zwei verschiedene Qualitäten unterschieden werden.

### Provenienz
Die Provenienz der Grazer Abdrücke gilt als gesichert. Sie stammen aus dem ersten Abdruck der Serie im Jahr 1526. Für eine Datierung in dieses Jahr spricht das Wasserzeichen, das in der Beilage zum Faksimile von Schestag erwähnt wird. Dieses ist ein gekrönter Doppeladler, auf dessen Brustschild eine Sichel dargestellt ist. Dieses Wasserzeichen befindet sich auf 43 Blättern der vorliegenden Ausgabe.
Es wird in der Beilage ebenso erwähnt, dass nach dem ersten Abdruck von 1526 zwei Holzstöcke verschwanden: die Burgundische Hochzeit und der Anfang des Trosses. Diese beiden Drucke befinden sich aber in der Grazer Fassung. Auf dem ersten Bild befindet sich eine Signatur von Josef Höger S. J. mit der Jahreszahl 1765. Die zweite Serie der Abdrucke entstand erst im Jahr 1777. Und letztlich gibt Josef Wastler in seinem Buch über „Das Kunstleben am Hofe zu Graz“ Auskunft darüber, wie die Holzstöcke ihren Weg nach Graz fanden. Er konnte im Inventar der Schatz-, Kunst – und Rüstkammer der Grazer Burg die Holzstöcke nachweisen und auch unter dem Titel „Item unterschiedlich größere und kleinere Holzstich, so thails zerstäet, thails aber zusamben gebunden“ und „Ein große Truchen, warinen allerlei schrüften und auf Papier gedruckhte Holzstich“. Des Weiteren gibt ein Brief aus dem Jahr 1591 der Erzherzogin Maria Anna von Bayern an ihren Bruder, Herzog Wilhelm V. in Bayern, der darüber Auskunft gibt: „Von des Kaisers Maximilian drympf will ich im schon recht doin; ich will mich flux wern. Ich hab mein lebtag nix solches gesehen. Als, was der Kaiser wais, meint er, er mies haben, wierdt in nit drucken.“

### Verbleib
Als die Kunstkammer aufgelassen wurde, wurden auf Wunsch Maria Theresias die „unbedeutenden“ Stücke an drei Hofbeamte verschenkt; noch im selben Jahr (1765) versteigerte einer dieser Hofbeamten seinen Anteil. Die Blätter und die dazugehörigen Holzstöcke wurden vom Jesuiten-Kolleg Graz erworben und später von Josef Höger koloriert. Eine Zeit lang wurde der Triumphzug im mathematischen Turm, einem Observatorium der alten Universität aufbewahrt. Nach der Auflösung des Jesuitenkollegs kamen die Blätter und die Holzstöcke in den Besitz der Universitätsbibliothek Graz. Die Holzstöcke mussten unter Maria Theresia nach Wien geliefert werden, die Drucke konnten jedoch in der Universitätsbibliothek verbleiben.